# Kyriaki Filtisakou
Kyriaki Filtisakou (griechisch Κυριακή Φιλτισάκου auch Kiriaki Filtisakou, * 14. August 2000 in Athen) ist eine griechische Leichtathletin. Ihre Disziplinen sind 20 km und 35 km Gehen.

## Leben und Karriere
Filtisakou wuchs in Athen auf und studiert parallel zu ihrer Sportkarriere Wirtschaft an der Wirtschaftsuniversität Athen (Stand 2023).
Sie nahm an den Olympischen Sommerspielen 2020 in Tokio, die wegen der COVID-19-Pandemie erst 2021 stattfanden, im Wettkampf 20 km Gehen teil und erreichte dabei den 29. Platz.
Bei den Weltmeisterschaften 2022 in Eugene kam sie im Wettbewerb über 20 km Gehen mit 1:34:55 h auf Platz 22. Im selben Jahr nahm sie an der Europameisterschaft in München teil und beendete den Wettkampf in 35 km Gehen nicht. Ein Jahr später in Budapest vollendete sie den Wettbewerb über 20 km Gehen in 1:37:51 h und lief als 37. durchs Ziel. Beim Wettbewerb über 35 km Gehen belegte sie mit 3:02:16 h in Budapest den 26. Platz.
Ihre Bestleistungen waren 1:32:23 h in 20 km Gehen, die sie 2021 bei einem Wettkampf in Antalya erreichte, und 2:51:51 h in 35 km Gehen 2022 bei einem griechischen Wettbewerb in Megara (Stand 2023). Sie konnte dreimal griechische Meisterin werden: 2021 erzielt sie den ersten Platz in 20 km Gehen bei der griechischen Meisterschaft in Megara, und im folgenden Jahr in Patras, 2023 wurde sie über 35 km Gehen griechische Meisterin in Schinias.
Filtisakou nimmt auch an Wettkämpfen über 3000 Meter Gehen teil, ihr 2021 aufgestellter Rekord in der Halle liegt bei 12:38,82 Minuten.
Im Frühjahr 2023 wurde sie beim Training auf einer Straße in der griechischen Provinz von einem Auto erfasst und verletzt, obwohl sie am Straßenrand lief und kein Verkehr war. Trotz ihrer Verletzungen konnte sie 2023 an den Weltmeisterschaften teilnehmen.